# Schrifteinführungen des Helmut Buske Verlags
Die Schrifteinführungen des Helmut Buske Verlags (jeweils betitelt mit „Einführung in die … Schrift“) sind für deutsche Muttersprachler konzipierte deutschsprachige Einführungen in fremde Schriften.

## Einführung
Die erschienenen Bände decken einen großen Teil der früher oder heute weltweit in Gebrauch befindlichen Schriften außer der Schrift in lateinischen Buchstaben ab. Die wissenschaftliche Ansprüche erfüllenden Einführungen erscheinen seit 1980 im Helmut Buske Verlag, einem sprachwissenschaftlichen Verlag mit Sitz in Hamburg, verfasst von profilierten Kennern der Schriften und Sprachen.
Einige der Einführungen erschienen bereits in mehreren Auflagen, andere wiederum wurden im Lauf der Zeit nicht wieder aufgelegt. Viele der in den Werken behandelten Schriften dienen als Schrift für mehrere Sprachen, z. B. werden in der arabisch-persischen Schrift Tadschikisch, Kurdisch und Paschtu geschrieben. Als erster Band erschien die Einführung in die thailändische Schrift von Gero Fischer. Die Reihe umfasst inzwischen 18 Bände, wovon fünf Einführungen nicht mehr lieferbar sind.

## Lieferbare Bände
- Einführung in die arabische Schrift. Ikhlas Schumacher. 2. bearbeitete Auflage 2020
- Einführung in die arabisch-persische Schrift. Mohammad-Reza Majidi. 3. Auflage 2006
- Einführung in die armenische Schrift. Margret Eggenstein-Harutunian. 2., durchgesehene Auflage 2012
- Einführung in die Devanāgarī-Schrift anhand des Hindi. Götz Hindelang. 2021
- Einführung in die Donauschrift. Harald Haarmann. 2010
- Einführung in die georgische Schrift. Marine Bokhashvili. 2007
- Einführung in die griechische Schrift. Uwe Petersen. 3., unveränderte Auflage 2010
- Einführung in die hebräische Schrift. Johannes Kramer, Sabine Kowallik. 3., mit einer aktualisierten Literaturliste versehene Auflage 2017
- Einführung in die Hieroglyphenschrift. Hartwig Altenmüller. 2., überarbeitete und erweiterte Auflage 2010
- Einführung in die indischen Schriften. Teil 1: Devanāgarī. Elvira Friedrich. 3., unveränderte Auflage 2012
- Einführung in die indischen Schriften. Teil 2: Gujarātī, Gurmukhī, Bengālī, Oṛiā. Elvira Friedrich. 2002
- Einführung in die mongolischen Schriften. Otgonbayar Chuluunbaatar. 2008
- Einführung in die thailändische Schrift. Ulf Stopperka. 2., verbesserte Auflage 2020

## Eingestellte Bände
- Einführung in die chinesische Schrift- und Zeichenkunde. Wolfgang G. A. Schmidt. 2., überarbeitete und erweiterte Auflage 1996
- Einführung in die koreanische Schrift. Wolfgang G. A. Schmidt. 1990
- Einführung in die Schrift und Aussprache des Japanischen. Berthold Schmidt. 1995
- Einführung in die thailändische Schrift. Gero Fischer. 3., vollständig neu bearbeitete Auflage 1993
- Einführung in die tibetische Schrift. Wolfgang-Ekkehard Scharlipp. 2., durchgesehene Auflage 1996